# ديفيد غريسوم
ديفيد غريسوم (بالإنجليزية: David Grissom)‏ هو عازف قيثارة وكاتب أغاني أمريكي، ولد في 1978.

## وصلات خارجية
- الموقع الرسمي
- ديفيد غريسوم على موقع IMDb (الإنجليزية)
- ديفيد غريسوم على موقع ميوزك برينز (الإنجليزية)
- ديفيد غريسوم على موقع أول ميوزيك (الإنجليزية)
- ديفيد غريسوم على موقع ديسكوغز (الإنجليزية)